# (35909) 1999 JY93
1999 JY93 (asteroide 35909) é um asteroide da cintura principal. Possui uma excentricidade de 0.09475060 e uma inclinação de 7.35728º.
Este asteroide foi descoberto no dia 12 de maio de 1999 por LINEAR em Socorro.